# Ludwig Muff (Oberamtmann, 1775)
August Ludwig Ferdinand Heinrich Muff (* 31. Oktober 1775 in Ludwigsburg; † 22. Mai 1833 in Ulm) war ein württembergischer Oberamtmann.

## Leben
Ludwig Muff entstammte einem alteingesessenen Geschlecht der württembergischen Ehrbarkeit. Sein Vater war Oberamtmann in Ludwigsburg. Er studierte ab 1794 zunächst Philosophie und Theologie in Tübingen, von 1797 bis 1799 dann Rechtswissenschaften. Er erwarb den Grad eines Mag. phil. 1799 wurde Ludwig Muff Hofgerichtsadvokat und bereits 1803 übertrug man ihm die Stelle eines Oberamtmanns in Schwäbisch Gmünd und von 1806 bis 1811 in Göppingen. 1811 übernahm er die Leitung des Oberamts Ulm, dem er 22 Jahre lang bis zu seinem frühen Tod vorstand. Er verstarb 1833 im aktiven Dienst.
Sein Sohn Hans Friedrich Wilhelm Ludwig Muff diente ebenfalls dem württembergischen Staat als Oberamtmann. Sein Enkel Karl von Muff (1846–1935) war württembergischer Offizier, zuletzt Generalleutnant.